# Нойшо
Нойшо (нем. Neuschoo) — община в Германии, в земле Нижняя Саксония.
Входит в состав района Виттмунд. Подчиняется управлению Хольтрим. Население составляет 1184 человека (на 31 декабря 2010 года). Занимает площадь 14,47 км².
| Год  | Население |
| ---- | --------- |
| 1990 | 1109      |
| 1995 | 1199      |
| 2000 | 1208      |
| 2005 | 1224      |
| 2010 | 1181      |